# Mittelrehberg
Mittelrehberg ist ein Gemeindeteil des Marktes Marktleugast im Landkreis Kulmbach (Oberfranken, Bayern). Mittelrehberg liegt in der Gemarkung Neuensorg.

## Lage
Die Einöde liegt auf einem Höhenzug des Frankenwaldes und ist allseits von Acker- und Grünland umgeben. Südlich des Ortes fließt der Kleine Rehbach, ein linker Zufluss des Großen Rehbachs. Ein Anliegerweg führt 400 Meter östlich zu einer Gemeindeverbindungsstraße, die nordwestlich nach Hinterrehberg bzw. südöstlich nach Vorderrehberg verläuft.

## Geschichte
Mittelrehberg wurde auf dem Gemeindegebiet von Neuensorg gegründet. Der Ort wurde auf einer topographischen Karte des Jahres 1939 erstmals verzeichnet, 1963 erstmals auch namentlich als Mittelrehberg. Im Zuge der Gebietsreform in Bayern wurde Mittelrehberg am 1. Januar 1978 nach Marktleugast eingegliedert.

### Einwohnerentwicklung
| Jahr        | 001970 | 001987 |
| Einwohner   | 4      | 5      |
| Wohngebäude |        | 1      |
| Quelle      | [ 8 ]  | [ 1 ]  |